# Wonomulyo
Wonomulyo is een bestuurslaag in het regentschap Malang van de provincie Oost-Java, Indonesië. Wonomulyo telt 5170 inwoners (volkstelling 2010).